# Cappella della Beata Maria Vergine di Loreto
La cappella della Beata Maria Vergine di Loreto, conosciuta anche come "chiesa di Santa Maria di Loreto", è una cappella situata nel cimitero di Strigno, frazione di Castel Ivano in Trentino, risalente al XVII secolo. Appartiene all'ex-decanato della Valsugana Orientale ed è sussidiaria della chiesa dell'Immacolata di Strigno

## Storia

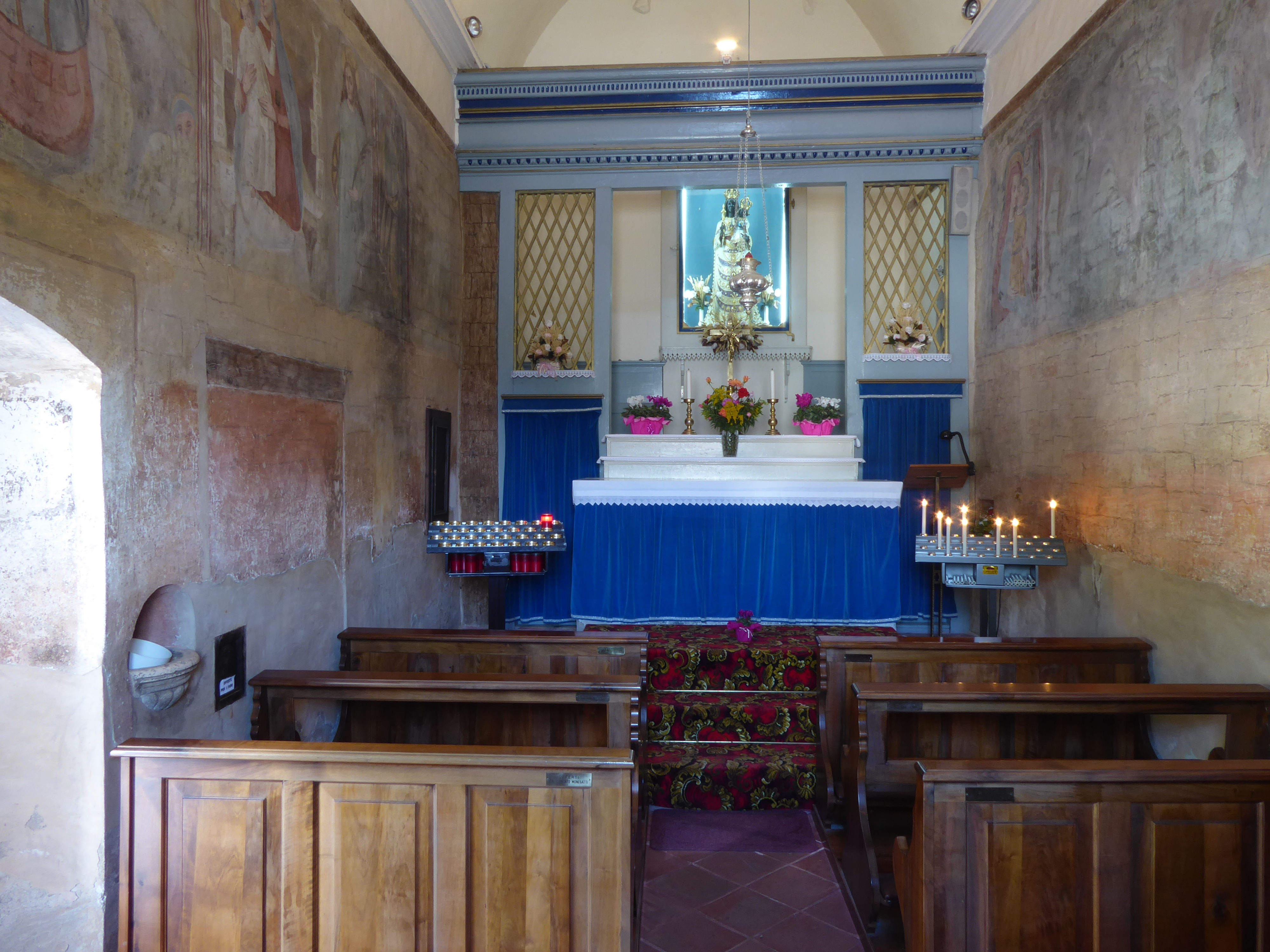
Interno

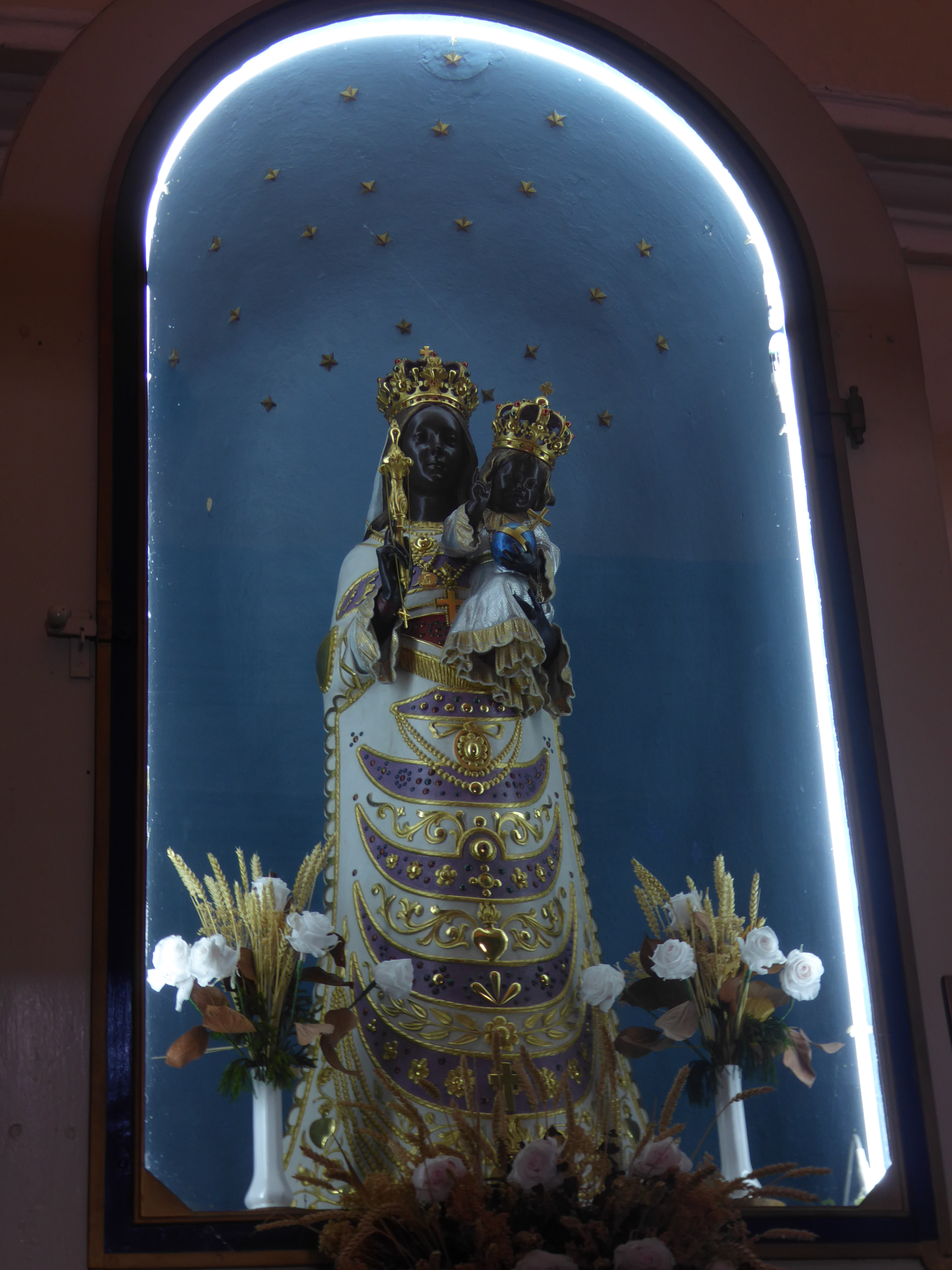
Statua della Madonna Nera.

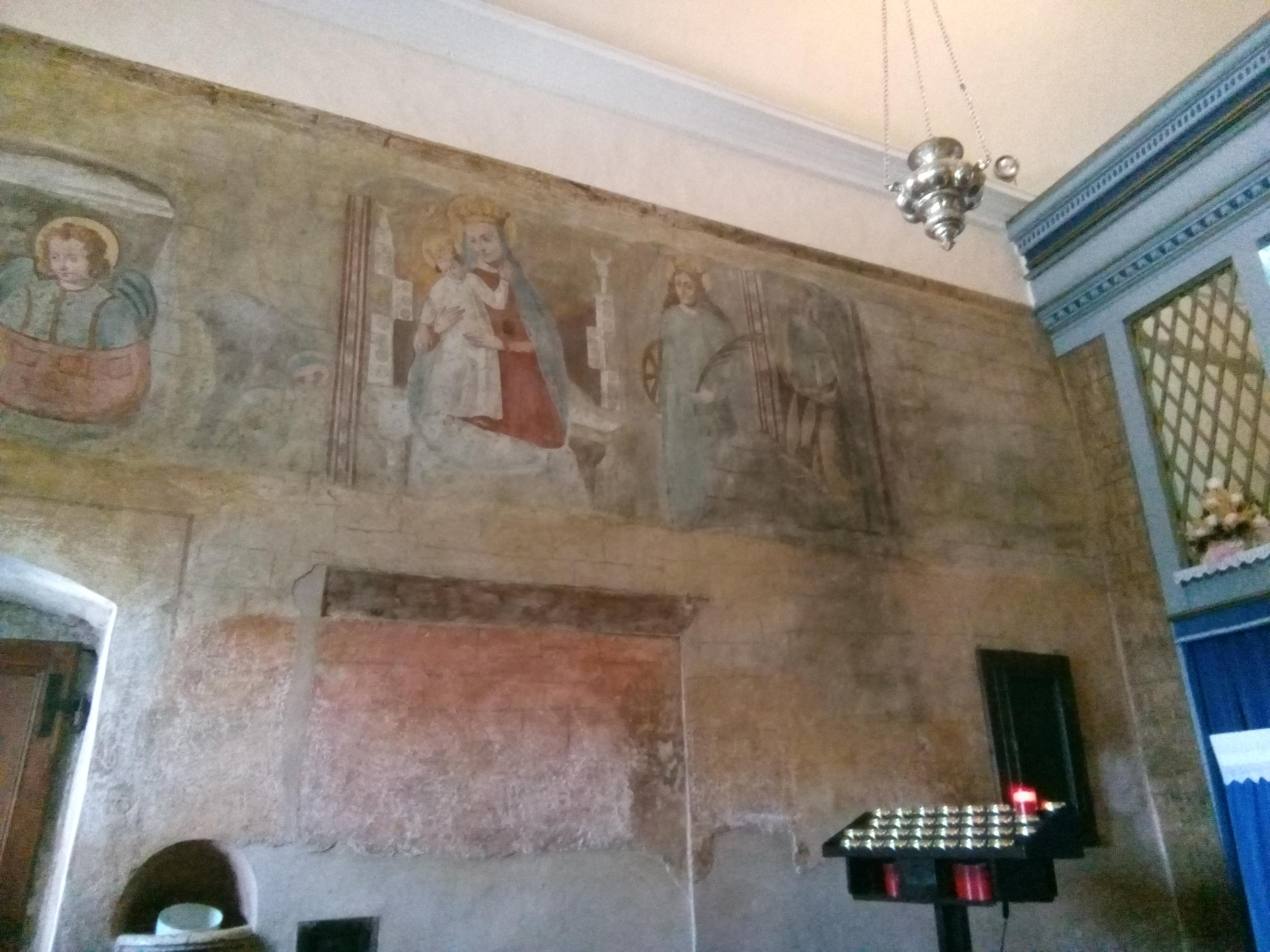
Affreschi sulla parete sinistra della sala.

La richiesta per la costruzione della cappella fu avanzata dalla confraternita del Rosario nel 1632 con una supplica rivolta al vescovo di Feltre Giovanni Paolo Savio e la dedicazione fu pensata sin dall'inizio per la Madonna di Loreto.
Ottenuta tale autorizzazione venne aperto il cantiere e il progetto tenne come modello la Santa Casa presente all'interno della omonima basilica a Loreto. I lavori sulle strutture murarie vennero ultimati nel 1645 e nello stesso anno sull'altar maggiore venne posta la statua della Madonna Nera. Le opere di arricchimento decorativo continuarono sino al 1647 e le pareti vennero dipinte con affreschi attribuiti alla bottega artistica di Lorenzo Fiorentini.
Nel 1786, sotto l'aspetto della giurisdizione ecclesiastica, la zona di Strigno entrò a far parte della diocesi di Trento lasciando quella di Feltre.
A partire dal 1828 la comunità iniziò a costruire, attorno alla piccola chiesa, il camposanto e poco più di dieci anni più tardi, nel 1840, venne celebrata la consacrazione con una cerimonia solenne.
Durante un'alluvione che colpì duramente il territorio del Trentino il 4 novembre 1966 la statua della Madonna venne portata dai giovani del paese nella parrocchiale dell'Immacolata perché, ritenendola miracolosa, proteggesse la popolazione. La piena del torrente sotto la chiesa produsse un'erosione che distrusse parte del cimitero e fece crollare alcune abitazioni causando la morte di tre persone.
Verso la fine degli anni settanta il luogo di culto fu oggetto di importanti lavori di restauro conservativo che comportarono una generale ritinteggiatura, il controllo con pulitura delle parti affrescate e la posa di una nuova pavimentazione nella navata.

## Descrizione
Il piccolo luogo di culto sorge leggermente discosto dal centro dell'abitato, verso oriente, ed è compreso nell'area del cimitero della comunità. Si trova in posizione elevata, sulla sponda destra del torrente Chieppena. Il suo orientamento è rivolto ad est.
Caratteristica della chiesetta è quella di avere gli ingressi posti sulle pareti laterali mentre sul prospetto principale è presente una piccola finestra rettangolare. 
La sala, a navata unica, è coperta da una volta a botte.